# Кондратьев, Алексей Михайлович
Алексей Михайлович Кондра́тьев (1846—1913) — главный режиссёр Малого театра. Заслуженный артист Императорских театров (1907).

## Биография
Родился 24 февраля (8 марта) 1846 года в Москве в театральной семье. Образование получил в Санкт-Петербургской театральной школе, по окончании которой стал артистом балетной (1864—1873), позднее драматической труппы Малого театра. 
В начале 1870-х годов вместе с Н. И. Музилем был приглашён в казённый театр в Тифлисе, где он впервые выступил в качестве режиссёра.
Вернувшись в Москву, занял должность сценариуса в Малом театре, а после назначения в 1877 году режиссёром театра С. А. Черневского, занял должность помощника режиссера. С 1898 года — режиссёр, а после смерти Черневского, до 1907 года был главным режиссёром Малого театра.
Ставил главным образом развлекательные комедии и шаблонные мелодрамы. Вместе с Александром Павловичем Ленским был соруководителем одной из актёрских групп Нового театра. Ограниченность и консерватизм Кондратьева привели к разрыву с Ленским и уходу последнего из театра в 1903 году. После этого Кондратьев возглавил Новый театр.
Общался с А. Н. Островским и А. П. Чеховым, сохранилась их переписка.
В 1907 году вышел в отставку, получив звание Заслуженного артиста Императорских театров.
Скончался 28 июня (11 июля) 1913 года в селе Подсолнечное, где и был похоронен на сельском кладбище.